# شهرداری چاکاریا
شهرداری چاکاریا (به اسپانیایی: Chacarilla Municipality) یک شهرداری در بولیوی است که در استان گوالبرتو ویلاروئل واقع شده‌است. شهرداری چاکاریا ۳۵۴ کیلومتر مربع مساحت و ۱٬۹۸۱ نفر جمعیت دارد و ۳٬۸۵۰ متر بالاتر از سطح دریا واقع شده‌است.